# 平托班代拉
平托班代拉（葡萄牙語：Pinto Bandeira）是一個位於巴西南部南大河州的一個市鎮。

## 歷史
平托班代拉的第一批移民於1876年到達。直到1902年5月5日，該鎮被稱為席爾瓦平托（Silva Pinto）。1922年有牧師倡議創建蓬佩亞聖母教區（Paróquia de Nossa Senhora da Pompeia），使此處名稱隨之改為新蓬佩亞（Nova Pompeia）。1938年，名稱又改為今日的平托班代拉。
平托班代拉在行政區劃上原是本圖貢薩爾維斯的一部分。支持平托班代拉成為獨立市鎮的運動從1994年4月18日開始。1996年4月16日，當時的州長安東尼奧·布里托（Antonio Britto）通過第10749號法令，平托班代拉升格為市鎮。第一次市政選舉於2000年10月1日舉行，並於2001年1月1日上任。
平托班代拉在2001年至2003年享有市鎮的地位。由於巴西進步黨於2001年提出了第2381-1/RS號違憲案，聯邦最高法院於2003年判定廢除此市鎮，所有市鎮的行政回到2001年前的分配情況。
在2010年7月10日宣布的聯邦最高法院新決定中，部長卡爾門·露西亞通過了2008年第57號憲法修正案，該修正案確認了在2006年12月31日之前公佈法律的市鎮。由於此決定，平托班代拉又再次成為南大河州下的市鎮，但直到2012年10月選舉完成後，2013年1月1日市政廳和立法機關才重新開始運作。

## 人口
根據巴西地理統計局於2018年的估計，平托班代拉共有2,968人，面積104.856平方公里，平均人口密度為15.28人/km2。

## 外部鏈接
- 平托班代拉市政廳 （页面存档备份，存于）